# Korgen
Korgen este o localitate din comuna Hemnes, provincia Nordland, Norvegia, cu o suprafață de 0,88 km² și o populație de 875 locuitori (2013).